# Ласовська-Соневицька Ольга Костянтинівна
Ольга Костянтинівна Ласовська-Соневицька (14 травня 1902, м. Копичинці, нині Україна — 6 листопада 1989, м. Нью-Йорк, США) — українська та американська громадська діячка, хорова дириґентка.
Дружина Михайла-Ярослава, мати Ігоря та Леоніда Соневицьких, сестра Євгенії Ласовської.

## Життєпис
Закінчила Копичинецьку та Чортківську гімназії. 
Завідувачка бурси ім. С. Качали, дириґентка хору «Боян» у м. Тернополі. Сприяла заснуванню гуртків «Союзу українок» на теренах Тернопільщини. У м. Львові керувала жіночим хором при церкві святого Юра, співала в капелах «Трембіта» й «Україна».
На еміґрації — у Німеччині (переселенський табір поблизу м. Мюнхена), згодом — у США (м. Нью-Йорк). Діячка «Союзу українок Америки». Співзасновниця Літературно-мистецького клубу, власниця мистецької ґалереї в Нью-Йорку.
Авторка спогадів, репортажів, нарисів. Голова Ділового комітету земляків Чортківської округи; член редакційної колеґії збірника «Чортківська округа» (1974), де опубліковані статті «Наші визначні люди» та «Шкільництво на наших землях у половині 19 століття».